# 大和市立上和田中学校
大和市立上和田中学校（やまとしりつ かみわだちゅうがっこう）は、神奈川県大和市上和田にある公立中学校。

## 学区
- 上和田
- 福田
- 渋谷1丁目

## 進学前小学校
- 大和市立上和田小学校
- 大和市立桜丘小学校